# نظام غذائي مستدام
النظام الغذائي المستدام نوع من الأنظمة الغذائية الذي يوفر الغذاء الصحي للناس مع توفير تأثيرات مستدامة على كل من النظم البيئية والاقتصادية والاجتماعية التي تحيط بالأغذية.
تبدأ النظم الغذائية المستدامة بتطوير الممارسات الزراعية المستدامة، وتطوير أنظمة توزيع طعام أكثر استدامةً، وإنشاء أنظمة غذائية مستدامة والحد من هدر الطعام في جميع أنحاء النظام. قيل إن النظم الغذائية المستدامة هي محور العديد من/ جميع أهداف التنمية المستدامة السبعة عشر
يعد الانتقال إلى النظم الغذائية المستدامة مكونًا مهمًا لمعالجة أسباب تغير المناخ. توصل استعراض أجري من أجل الاتحاد الأوروبي عام 2020، إلى أن ما يصل إلى 37% من انبعاثات غازات الدفيئة العالمية يمكن أن تُعزى إلى النظام الغذائي، بما في ذلك إنتاج المحاصيل والثروة الحيوانية، والنقل، وتغيير استخدام الأراضي (بما في ذلك إزالة الغابات) وفقدان الغذاء وهدره. كثيرًا ما تكون النظم الغذائية المستدامة في صميم برامج السياسات التي تركز على الاستدامة، مثل البرامج المقترحة للصفقة الجديدة الخضراء.

## التعريف
هناك تعريفات عديدة مختلفة للنظام الغذائي المستدام.
تصف منظمة الأمم المتحدة للأغذية والزراعة، النظام الغذائي المستدام من منظور عالمي على النحو التالي:
النظام الغذائي المستدام (إس إف إس) نظام غذائي يوفر الأمن الغذائي والتغذية للجميع، بطريقة لا تتضرر فيها الأسس الاقتصادية والاجتماعية والبيئية لتوليد الأمن الغذائي والتغذية للأجيال القادمة. يعني ذلك:
- أنه مربح في نطاق (الاستدامة الاقتصادية).
- له فوائد مجتمعية واسعة النطاق (الاستدامة الاجتماعية).
- له تأثير إيجابي أو محايد على البيئة الطبيعية (الاستدامة البيئية).

تعرف جمعية الصحة العامة الأمريكية (إيه بّي إتش إيه) النظام الغذائي المستدام بأنه:
نظام يوفر الغذاء الصحي لتلبية الاحتياجات الغذائية الحالية، مع الحفاظ على النظم البيئية الصحية التي يمكنها أيضًا توفير الغذاء لأجيال قادمة مع الحد الأدنى من التأثير السلبي على البيئة. يشجع النظام الغذائي المستدام أيضًا الإنتاج المحلي والبنى التحتية للتوزيع، ويجعل الغذاء المغذي متاحًا وسهل المنال وميسورًا للجميع. يعتبر علاوة على ذلك إنسانيًا وعادلًا، يحمي المزارعين وغيرهم من العمال والمستهلكين والمجتمعات.
تعرف آلية المشورة العلمية التابعة للاتحاد الأوروبي نظام الغذاء المستدام بأنه نظام:
يوفر غذاءً صحيًا ومغذياً وآمنًا بتأثير بيئي منخفض لجميع مواطني الاتحاد الأوروبي الحاليين والمستقبليين ويعززه، بطريقة تحمي البيئة الطبيعية وخدمات النظام البيئي الخاصة بها وتستعيدها، كما أنه قوي ومرن، وديناميكي اقتصاديًا، وعادل ومنصف، ومقبول اجتماعيًا وشامل. يقوم بذلك دون المساس بتوافر الغذاء الصحي والمغذي للأشخاص الذين يعيشون خارج الاتحاد الأوروبي، أو الإضرار ببيئتهم الطبيعية.

## السياسة العامة

### الاتحاد الأوروبي
صرح كبار المستشارين العلميين للاتحاد الأوروبي في سبتمبر عام 2019، بأن الانتقال إلى نظام غذائي مستدام يجب أن يكون أولوية عالية للاتحاد الأوروبي:
ما يزال التحدي المتمثل في ضمان إمداداتٍ غذائية طويلة الأجل وآمنةً ومغذيةً وميسورةً، من كل من البر والمحيطات قائمًا، على الرغم من أن توافر الغذاء لا يُنظر إليه على أنه مصدر قلق فوري رئيسي في أوروبا. يُطلب ملف من الاستراتيجيات المنسقة لمواجهة هذا التحدي.
وضع الاتحاد الأوروبي في يناير عام 2020، الانتقال إلى نظام غذائي مستدام في صميم الصفقة الخضراء الأوروبية. من المتوقع أن تحدد إستراتيجية المفوضية الأوروبية من المزرعة إلى المائدة من أجل نظام غذائي مستدام، والمقرر نشرها في ربيع 2020، كيف ستقوم الدول الأوروبية بخفض انبعاثات الغازات الدفيئة، وحماية التنوع البيولوجي، وتقليل الهدر الغذائي، واستخدام المبيدات الكيميائية، والمساهمة من أجل اقتصاد دائري.
قدمت آلية المشورة العلمية في الاتحاد الأوروبي للمفوضين الأوروبيين في أبريل عام 2020، رأيًا علميًا حول كيفية الانتقال إلى نظام غذائي مستدام، مستنيرًا بتقرير مراجعة الأدلة الذي أجرته الأكاديميات الأوروبية.